# Mail Transfer Agent
Mail transfer agent (MTA, též mail transport agent, message transfer agent, mail server nebo mail relay) je v informatice název pro program zajišťující přepravu elektronické pošty v Internetu. Přeprava e-mailů je realizována protokolem SMTP. Mezi nejznámější MTA patří Postfix, Sendmail nebo Microsoft Exchange Server.

## Charakteristika
MTA (mail transfer agent) běží samostatně bez přímého řízení uživatelem počítače (tzv. na pozadí jako démon) na serverech (poštovních uzlech). MTA si mezi sebou předávají e-maily pomocí SMTP protokolu, dokud není e-mail doručen do poštovní schránky cílového uživatele. Směrování elektronické pošty je odvozeno od e-mailové adresy (doménová část za znakem zavináč) a řízeno tzv. MX záznamy (mail exchange) v DNS.

## Přeprava elektronické pošty
Následující obrázek znázorňuje vlevo vznik elektronické pošty, její odeslání, přepravu a vpravo pak doručení do poštovní schránky cílového uživatele.
Uživatel vytvoří e-mail v poštovním programu (UA, MUA, mail user agent). E-mail je předán (nejbližšímu) mail submission agenta (MSA) a dále MTA (přepravci elektronické pošty). MTA podle adresy cílového uživatele zjistí, kam má e-mail předat. Orientuje se podle doménové části e-mailové adresy (za znakem zavináč) a typicky podle MX záznamů v DNS. Když je e-mail doručen na cílový počítač (s poštovní schránkou uživatele), je e-mail předán od MTA k MDA (mail delivery agent), který zapíše e-mail do příchozí složky elektronické pošty příslušného uživatele.
Mezi známé mail servery patří Sendmail, Postfix, Microsoft Exchange Server, Exim, IMail (od Ipswitch, Inc.), MDeamon od Alt-N Technologies, MailEnable, IceWarp Mail Server (dříve známý jako Merak Mail Server), qmail, OpenSMTPD a další. Mnoho organizací používá pro příjem e-mailů služby e-mailové bezpečnosti jako například Postini, MXLogic nebo Contrentric Hosting.

## Přeprava vs. přístup
Zatímco pro přepravu elektronické pošty slouží protokol SMTP, pro přístup k elektronické poště (která je již v poštovní schránce) slouží protokoly POP3 a IMAP. Protokoly POP3 a IMAP jsou typicky obsluhovány jinými programy (např. Dovecot).